# R&S Records
R&S Records ist ein 1984 gegründetes Plattenlabel, das mit zahlreichen Veröffentlichungen aus dem Bereich der elektronischen Musik in den späten 1980er und frühen 1990er Jahren zu den wichtigsten Plattenlabeln in diesem Bereich zählte.

## Geschichte

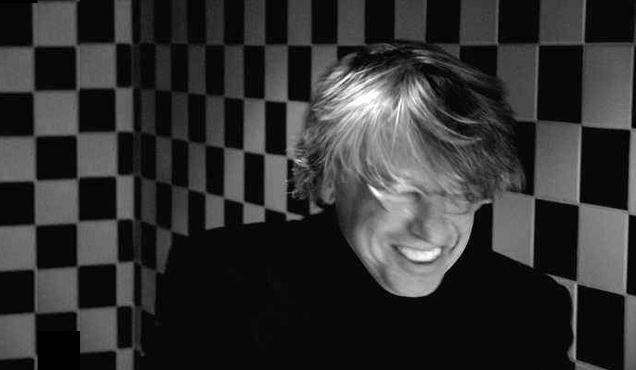
Renaat Vandepapeliere (2012)

Der Name des ursprünglich im belgischen Gent ansässigen Labels leitet sich von den Initialen der Gründer, des Musikers Renaat Vandepapeliere und seiner Lebensgefährtin Sabine Maes ab. Das Label wurde zunächst als Milos Music Belgium gegründet. Unter diesem Namen erschien jedoch lediglich eine Single des Künstlers Big Tony. Vandepapeliere wollte das Label ursprünglich Ferrari Records nennen, doch seine Partnerin überzeugte ihn vom Namen R&S. Von der italienischen Edel-Automarke übernahm man jedoch das Logo, ein sich aufbäumendes Pferd.
Als erste Single unter dem Imprint R&S erschien Big Tonys Coverversion des Barry-White-Klassiker Can't Get Enough (Of Your Love).
Ab dem Jahr 1988 veröffentlichte R&S dann eine Reihe von Singles, von denen einige heute zu den Klassikern des New Beat und des Techno gezählt werden.
- 1988: Space Opera – Mandate My Ass (RS 8845004)
- 1988: Spectrum – Total Recall (RS 880013)
- 1990: CJ Bolland – The Ravesignal (RS 912)
- 1990: Joey Beltram – Beltram Vol. 1 (mit dem Hit Energy Flash) (RS 926)
- 1991: Human Resource – Dominator (RS 79101)
- 1991: Second Phase – Mentasm (RS 9109)
- 1991: Outlander – Vamp (RS 9116)
- 1991: Voodoo Child – Voodoo Child (RS 9122)
- 1992: Aphex Twin – Digeridoo (RS 92001)
- 1992: Jaydee – Plastic Dreams (RS 92027)
- 1992: DJ Hell – My Definition of House Music (RS 92020)
- 1992: Jam & Spoon – Stella (RS 92708)
- 1995: Ken Ishii – Extra (RS 95064)
- 1995: Model 500 – The Flow (RS 95070)

Größter Charthit war Jaydees Plastic Dreams, von dem R&S in den folgenden Jahren mehr als 500.000 Einheiten absetzen konnte. In dieser Zeit entdeckte und förderte der Labelgründer Renaat Vandepapeliere weiterhin zahlreiche junge Talente wie CJ Bolland, Moby, Joey Beltram oder Aphex Twin, die später zu den erfolgreichsten Künstlern der Techno-Szene zählten. Weiterhin erschienen Classics betitelte Werkschauen früher Produktionen von Model 500 (1993), Aphex Twin (1995) und Dave Angel (1996). Ein weiteres Aushängeschild war die Compilation-Reihe In Order To Dance, von der sechs Teile erschienen. Ab Mitte der 1990er Jahre erschienen verstärkt Produktionen von Drum-and-Bass-Künstlern wie Lemon D, Wax Doctor oder Jacob's Optical Stairway.
In der Folge blieben jedoch weitere Hits aus und die Vorreiterrolle, welche R&S in früheren Jahren zufiel, wurde von anderen Labels übernommen. Nach einigen Jahren, in denen es eher still um R&S blieb, wurde im März 2006 auf der Website des Labels ein Neubeginn unter dem Motto „Mission 2“ angekündigt.
Der tatsächliche Relaunch des Labels folgte dann aber erst im Jahr 2008 durch den Musiker Dan Foat und den Labelmanager Andy Whitaker, die das Label seitdem aus London führen. Seither veröffentlichten auf R&S überwiegend britische Künstler wie James Blake, Space Dimension Controller oder Lone.